# Gualtiero di Caltagirone
(Citazione di Gualtiero di Caltagirone)
Gualtiero di Caltagirone (in latino Gualterius de Calatagirono; ... – Caltagirone, 22 maggio 1283) è stato un nobile, politico e militare italiano, barone di Giarratana.

## Biografia
Di nobile famiglia di origine normanna, era figlio di Bernardino, signore di Boagino, Bidarro e Gulfi, potente guelfo caltagironese che visse in esilio in epoca sveva sotto il regno di Manfredi di Sicilia. Morto il padre, dopo avere dato in sposa la sorella Riccarda al generale angioino Bertrando/Berteraimo "Buccardo" d'Artus, dandole in dote con l'assenso regio il feudo di Favara nel territorio caltagironese, tra il settembre del 1275 e il settembre del 1276, sposò Ioletta, figlia di Giovanni da Lentini, da cui avrebbe avuto un figlio, Bernardo. Gualtiero possedette numerose terre e castelli nelle zone di Noto e Siracusa.
Diversamente dal padre, fu probabilmente al servizio della dinastia regnante sveva degli Hohenstaufen, dato che il re Manfredi, con privilegio dato il 14 aprile 1253, gli concedette in feudo il castello e la terra di Giarratana, nel Val di Noto. Dopo il 1266, che segnò la fine del dominio svevo della Sicilia e la sua conquista da parte degli Angioini, passò al servizio di questi ultimi. Insieme con il suocero e con Palmiero Abate, l'anno seguente (1276-77), il Caltagirone venne invitato da re Carlo I d'Angiò ad assolvere al dovuto servizio feudale con l'armamento di una teride. Nonostante fosse uno dei più potenti baroni della Sicilia in epoca angioina, nel 1280, il Caltagirone partecipò assieme ad Alaimo da Lentini, Palmiero Abate e Giovanni da Procida, alla trattativa segreta condotta da quest'ultimo con il re Pietro III di Aragona, il papa Niccolò III e l'imperatore Rodolfo I d'Asburgo, per sollevare l'Angioino dal trono del Regno di Sicilia. A lui e ad altre sedici persone, il sovrano aragonese indirizzò, il 2 maggio 1281, lettere credenziali per i suoi inviati Gentile da Padula e G. Paleti, certamente incaricati di preparare il terreno per il suo intervento nella politica siciliana.
Nel 1282 scoppiò la rivolta dei Vespri siciliani contro i dominatori francesi, e con il contemporaneo sbarco aragonese in Sicilia, Gualtiero si schierò dalla parte degli Aragonesi, e fu a Messina dove assieme ad Alaimo da Lentini, capitano della città, guidò la resistenza antiangioina, contribuendovi validamente sostenendo ingenti spese, anche per dar man forte all'arcivescovo, Rainaldo da Lentini, suo zio materno, che ha riconosciuto la Communitas messinese e, al pari di lui, ne fu valido difensore, contro il volere della Curia romana. Pietro d'Aragona, proclamato nuovo re di Sicilia, per i servigi da lui resi alla sua causa, gli confermò il privilegio datogli anni addietro dal re Manfredi, padre della sua consorte Costanza di Svevia, con cui gli fu concessa la baronia di Giarratana, e gli assegnò la signoria su Butera. Ebbe inoltre concessione della carica di Gran cancelliere del Regno. Ma Gualtiero rimase scontento del nuovo sovrano, di cui sostenne assieme ad altri l'insediamento al trono dell'isola, perché egli concedeva maggior favore ad altri baroni nella distribuzione delle cariche di potere, e per questo maturò sentimenti antiaragonesi.
Il barone di Giarratana, guelfo e sostenitore dell'indipendenza della Sicilia, repubblicana e sotto l'egida della Chiesa, si indignò per l'atteggiamento dell'aragonese, che non era disposto a dividere il potere con i notabili che l'avevano chiamato. Incontrò emissari angioini in Sicilia, e prese contatto con Carlo, principe di Salerno, vicario del padre Carlo I d'Angiò, per consegnargli gran parte della Sicilia orientale e in particolare la Val di Noto, dove contava numerosi seguaci, qualora gli avesse inviato un certo numero di galee con cavalli francesi. I primi sospetti di infedeltà degli Aragonesi si ebbero con il rifiuto da parte del Caltagirone di accompagnare il Re Pietro alla sua spedizione in Calabria del 1283. Una spia angioina, caduta in mano agli Aragonesi, avrebbe rivelato al Re del suo incontro segreto con gli Angioini.
Il Caltagirone, approfittando del viaggio del Re verso la Francia – dove si stava recando per affrontare a Bordeaux il duello con Carlo I d'Angiò – organizzò la rivolta antiaragonese, e trovò l'appoggio di altri baroni del Val di Noto, tra i quali figurarono Bongiovanni di Noto, Tano Tusco, Baiamonte di Eraclea, Giovanni di Mazzarino e Adenolfo di Mineo. Mentre il re si dirigeva verso Trapani, dove intendeva imbarcarsi per la Catalogna, gli arrivò la notizia della ribellione, e allarmato dal pericolo di una sollevazione generale della Sicilia orientale, Pietro d'Aragona cambiò itinerario puntando su Caltagirone, dove si fermò per un paio di giorni. Gualtiero, che aveva previsto l'arrivo del Sovrano nella sua città, si rifugiò nel castello di Butera, e il re Pietro, che non ebbe il tempo per attaccarlo poiché si avvicinava il giorno della sfida contro l'angioino, si diresse nuovamente verso Palermo e poi Trapani, e incaricò il figlio Giacomo, luogotenente nell'isola, e Alaimo da Lentini, gran giustiziere, di occuparsi della questione. Il principe Giacomo recatosi a Caltagirone, dove fu benevolmente accolto dagli abitanti, inviò il gran giustiziere a Butera per convincere Gualtiero alla resa: inizialmente gli fu negato l'ingresso, ma il Lentini, avendo distrutto le porte con le sue milizie, vi entrò e parlò con il Caltagirone, consigliandogli di pentirsi e di chiedere perdono al re per aver salva la vita. Il barone di Giarratana fu disponibile a pentirsi per la sua condotta fellone, a condizione di non essere costretto a seguire il re al suo duello di Bordeaux, e accettò di sottomettersi all'Infante Giacomo. Pietro d'Aragona si rifiutò di concedere il perdono a lui e agli altri nobili ribelli, e per questo ordinò che fossero tutti severamente puniti.
Gualtiero, che finse di sottomettersi agli Aragonesi, guadagnò del tempo, e non appena il sovrano lasciò la Sicilia, con gli uomini al suo servizio si diresse a Caltagirone, dove uccise buona parte dei filoaragonesi locali e si impadronì della città. Non riuscì tuttavia a resistere a lungo, e il principe Giacomo, venuto a conoscenza dei fatti di Caltagirone, ordinò a Guglielmo Galcerando di Cartellà, vicario del Regno nel Val di Mazara, di assediare la città: il Cartellà radunò un buon numero di soldati, con i quali Caltagirone fu attaccata e conquistata con il contributo dei suoi abitanti, che si rivoltarono a Gualtiero, e lo catturarono per poi consegnarglielo.
Processato e condannato a morte a seguito di sentenza pronunciata dal gran giustiziere il 21 maggio 1283, venne giustiziato per decapitazione il giorno successivo nel Piano di San Giuliano a Caltagirone, insieme a Manfredi Limonti e Francesco Todi.  Alla esecuzione per decapitazione assistette tutta la corte aragonese con in testa il futuro re Giacomo II d'Aragona e le più alte autorità civili e militari del regno fra cui il vicario Cartellà, il Giustiziere, Natale Ansalone, il gran giustiziere del regno, Alaimo di Lentini, il gran cancelliere del regno, Giovanni da Procida.